# Deborah Moggach
Deborah Moggach née Deborah Hough le 28 juin 1948, est une écrivaine et scénariste britannique. Elle est notamment l'auteure de Tulip Fever (1999), adapté au cinéma en 2017, et elle a collaboré au scenario du film Pride & Prejudice en 2005.

## Biographie
Elle est née en 1948, ses parents sont écrivains,. Deborah Moggach a vécu dans le Hertfordshire. Diplômée de l'université de Bristol en 1971, elle enseigne, puis travaille aux éditions Oxford University Press. Elle y rencontre son premier mari, Tony Moggach. Après son mariage, elle vit deux ans au Pakistan et commence à y écrire des romans autobiographiques.
De retour en Angleterre, elle se consacre à l'écriture. Outre son activité de romancière, elle publie des recueils de nouvelles et une pièce de théâtre. Plusieurs de ses romans ont été traduits en français, comme Le peintre des vanités (Tulip Fever, 1999) et Ces petites choses (These Foolish Things, 2004). Ses romans mettent en exergue avec humour et sensibilité des personnages fictifs sur des thèmessociaux contemporains. Quelques-unes de ses œuvres se situent dans une période historique passée, en particulier Le peintre des vanités (Tulip Fever, 1999) qui se passe en Hollande au XVIIe siècle, mais aussi In the Dark qui se situe en Angleterre pendant la Première Guerre mondiale,.
Elle écrit également des adaptations de plusieurs sujets pour la télévision, comme Le Journal d'Anne Frank, et participé à l'écriture de scénarios pour le cinéma, issus de ses propres romans ou d’œuvres d'autres auteurs, notamment Jane Austen pour le film de Joe Wright, Pride & Prejudice en 2005.
Plusieurs de ses romans sont aussi adaptés au cinéma comme Tulip Fever, en 2017, pour lequel elle a coécrit le scenario, ou encore These Foolish Things, sous le titre Indian Palace (en anglais, The Best Exotic Marigold Hotel), réalisé par John Madden, avec Maggie Smith et Judi Dench (2012).
En 1985, sa mère est envoyée en prison pour avoir aidé une amie en phase terminale à se suicider. Moggach est une marraine de Dignity in Dying et fait campagne pour un changement de la loi sur le suicide assisté.

## Œuvres

### Romans

#### Traduits en français
- Tulip Fever (1999), traduit en français par Martine C. Desoilles sous le titre Le peintre des vanités (éd Presses de la Cité, 2000).
- These Foolish Things (2004), traduit en français par Jean Bourdier sous le titre Ces petites choses (éd. De Fallois, 2007) et réédité sous le titre Indian Palace (2012).

#### Autres
- You Must Be Sisters (1978)
- Close To Home (1979)
- A Quiet Drink (1980)
- Hot Water Man (1982)
- Porky (1983)
- To Have and to Hold (1986)
- Driving in the Dark (1988)
- Stolen (1990)
- The Stand-In (1991)
- The Ex-Wives  (1993)
- Seesaw (1996)
- Close Relations (1997)
- Final Demand (2001)
- In the Dark  (2007)

### Nouvelles
- Smile and Other Stories (1987)
- Changing Babies and Other Stories (1995)
- Sunday in the Park with Henry (2008)

### Théâtre
- Double-Take

### Télévision
- To Have and to Hold (mini-series) (1986)
- Goggle Eyes (série pour enfants) (adaptation d'un roman de Anne Fine) (1993) (récompensé par un Writers Guild Award for Best Adapted TV Serial)
- Seesaw (adaptation de son propre roman) (1998)
- Close Relations (adaptation de son propre roman) (1999)
- Love in a Cold Climate (adaptation d'un roman de Nancy Mitford) (2001)
- Final Demand (adaptation de son propre roman) (2003)
- Le Journal d'Anne Frank (2008)

### Cinéma
- Pride & Prejudice (2005) (Orgueil & préjugés), script
- The Best Exotic Marigold Hotel (2012) (Indian Palace), adapté de These Foolish Things, par Ol Parker